# Cahiers de Le Golif, dit Borgnefesse, capitaine de la flibuste

Les Cahiers de Louis-Adhémar-Timothée Le Golif, dit Borgnefesse, capitaine de la flibuste ont été publiés en 1952, chez Grasset.
Ce récit des courses, conquêtes galantes, batailles, abordages et pillages du personnage principal en mer des Antilles sous Louis XIV a été présenté en 1952 comme les authentiques mémoires d'un capitaine de la flibuste ayant vécu au XVIIe siècle et dont le manuscrit découvert fortuitement dans une vieille malle, à la suite des bombardements de Saint-Malo en 1944, aurait été déchiffré par Gustave Alaux et Albert t'Serstevens.
Longtemps prise au premier degré par des amateurs de littérature, cette présentation était depuis le début rejetée par les historiens et spécialistes de la marine ancienne. Il s'agit effectivement d'un faux.
Ceux-ci reprochaient au récit une abondance de clichés, des rebondissements difficilement crédibles et des réutilisations d'éléments venant de biographies véritables d'autres marins comme Duguay-Trouin ou Forbin.
À cela s'ajoutaient le fait qu'aucune archive n'a conservé le nom de le Golif ou de Borgnefesse ni d'aucun marin cité dans le récit, le fait que le manuscrit n'avait jamais été présenté à des archivistes paléographes et surtout le fait que Gustave Alaux avait déjà publié une nouvelle intitulée La Régate du capitaine Borgnefesse dans le bulletin du cercle nautique de Chatou en 1935, soit neuf ans avant que dans la logique de la présentation de 1952, la découverte du manuscrit ne soit censée révéler l'existence d'un Louis-Adhémar-Timothée Le Golif, dit Borgnefesse, capitaine de la flibuste,.
En 2002, cinquante ans après la première édition, ce qui est présenté comme le manuscrit est confié par les ayants droit au Musée de la Marine pour l'exposition Pirates ! consacrée à la naissance du mythe littéraire et cinématographique de la piraterie des Caraïbes, dans laquelle le récit est officiellement présenté comme un roman.
Le « manuscrit » était en réalité formé d'un annuaire passé au chlore sur lequel les auteurs avaient écrit à la plume dans un style imitant celui du XVIIe siècle, le texte dont on pouvait voir une photo dans l’édition de 1952 en deuxième page, après la page de garde :
Voyan aqui il zavé affaire tous ces

bougres commencère à devenir prudans

et a me donné du large. Aussitôt je les

chassai ce qui les fit enfuir comme

vollée de moinos. Seul demeura 1 gran

diable qui tenait une ache et pensoit

m’en fendre la teste en 2 moitiez mais

auparraven ilfut clouez par moy a

1 ratelié de chevillast. (…)
L'Association des amis du musée de la marine (Amerami) et la revue Neptunia no 224 proposent un article Le Peintre de la Marine Gustave Alaux et l'Aventure de Borgnefesse.
Il figure aujourd'hui parmi les meilleurs romans maritimes dans la compilation éditée par les éditions Omnibus (avec l'accord des ayants droit).